# Lithotrya nicobarica
Lithotrya nicobarica is een rankpootkreeftensoort uit de familie van de Scalpellidae. De wetenschappelijke naam van de soort is voor het eerst geldig gepubliceerd in 1850 door Reinhardt.